# Каминский, Семён
Семён Каминский (род. 11 апреля 1954, Днепропетровск, Украинская ССР) — русский прозаик и издатель.

## Биография
Семён Каминский родился 11 апреля 1954 года в городе Днепропетровске.
Образование высшее техническое и среднее музыкальное. Работал преподавателем, руководителем юношеского фольклорного ансамбля, менеджером рок-группы, директором подросткового
клуба и рекламного агентства, режиссёром и продюсером телевизионных программ, редактором. В настоящее время живёт в США.
- Лауреат премий журналов «Дети Ра» (2011-2012), «Северная Аврора» (2012), «Сура» (2012), «Зарубежные записки» (2013).
- Член Союза писателей XXI века.
- Член Международной федерации русских писателей — МФРП Архивная копия от 5 марта 2016 на Wayback Machine.
- Член Объединения Русских ЛИТераторов Америки — ОРЛИТА Архивная копия от 26 ноября 2012 на Wayback Machine.
- Член редколлегий журнала Зарубежные записки Архивная копия от 15 октября 2013 на Wayback Machine, еженедельника Обзор Архивная копия от 3 апреля 2022 на Wayback Machine (Чикаго, США) и газеты Наша Канада Архивная копия от 26 августа 2010 на Wayback Machine (Торонто, Канада).

Для творчества Каминского характерны естественность, искренность повествования, психологизм и, в то же время, иронический взгляд даже на жесткие, драматические ситуации. Обыденные житейские события под пером Каминского приобретают значительность и монументальность, а лирические новеллы из недавнего прошлого органично соседствуют с сюжетами из жизни современной России, Украины и американской иммиграции.
Рассказы и очерки Каминского широко публикуются в литературных изданиях в США, России, Украине, Канаде, Израиле, Германии, Финляндии,  Белоруссии, Латвии, Дании, переведены на английский, французский и финский языки.

### Книги
- «Орлёнок на американском газоне». Рассказы и очерки — Чикаго: Insignificant Books, 2009. — 202 с., ISBN 978-0-615-27316-7
- «На троих». Сборник рассказов (в соавторстве с В. Хохлевым, А. Рабодзеенко) — Чикаго: Insignificant Books, 2010. — 282 с., ISBN 978-0-615-36317-2
- «Орлёнок на американском газоне. Истории о нас и о них» (серия «32 полосы») — Таганрог: Нюанс, 2011, ISBN 978-5-98517-099-3
- «30 минут до центра Чикаго»: Рассказы — Иерусалим: Млечный Путь, 2012. — 240 с., илл., ISBN 978-965-7546-18-5
- «Папина любовь» (серия «32 полосы», выпуск 132) — Таганрог: Нюанс, 2012, ISBN 978-5-98517-099-3
- «30 минут до центра Чикаго». Рассказы — М.: Вест-Консалтинг, 2012. — 226 с., илл., ISBN 978-5-91865-121-6
- «Учебное пособие по строительству замков из песка». Цифровая книга — Киев: Мультимедийное издательство Стрельбицкого, 2013, илл., ASIN: B00FG3W0H2

### Журналы
- Сибирские огни Архивная копия от 18 мая 2015 на Wayback Machine (Новосибирск, Россия) №2, 2014
- Зарубежные записки Архивная копия от 29 марта 2014 на Wayback Machine (Германия - Россия) №22, 2013
- Сибирские огни Архивная копия от 20 сентября 2012 на Wayback Machine (Новосибирск, Россия) №8, 2012
- Дети Ра Архивная копия от 4 марта 2016 на Wayback Machine (Москва, Россия) №6, 2012
- День и ночь (Красноярск, Россия) ПИ №77-7176
- Северная Аврора Архивная копия от 25 февраля 2011 на Wayback Machine (Санкт-Петербург, Россия) ISBN 978-5-903463-32-9
- Literarus Архивная копия от 17 мая 2014 на Wayback Machine (Хельсинки, Финляндия) ISSN 14592673
- Зинзивер Архивная копия от 21 апреля 2015 на Wayback Machine (Санкт-Петербург, Россия) №6, 2012
- Сура (Пенза, Россия) ПИ №ТУ 58-0009
- Время и место (Нью-Йорк, США) ISBN 978-0-9793240-8-6
- Эдита Архивная копия от 28 сентября 2011 на Wayback Machine (Гельзенкирхен, Германия) ISSN 16179013
- Ковчег Архивная копия от 4 марта 2016 на Wayback Machine (Ростов-на-Дону, Россия) ISBN 978-5-91011-028-5
- Побережье Архивная копия от 5 ноября 2010 на Wayback Machine (Филадельфия, США) ISSN 1057-932X
- Иные берега Архивная копия от 26 ноября 2009 на Wayback Machine (Хельсинки, Финляндия) ISSN 17969980
- Южная звезда Архивная копия от 27 марта 2010 на Wayback Machine (Ставрополь, Россия) ПИ №77-7295
- Южное сияние Архивная копия от 4 ноября 2012 на Wayback Machine (Одесса, Украина) ISSN 2226-647X
- Веси (Екатеринбург, Россия) ПИ №ФС11-0139
- «Новый берег» (Копенгаген, Дания) ISSN 16040767
- «Бег» (Санкт-Петербург, Россия) ПИ №2-7020

### Газеты
- «Литературная газета» Архивная копия от 18 апреля 2014 на Wayback Machine (Москва, Россия)
- «Обзор» Архивная копия от 3 апреля 2022 на Wayback Machine (Чикаго, США)
- «7 дней» Архивная копия от 6 апреля 2012 на Wayback Machine (Чикаго, США)
- «Секрет» (Тель-Авив, Израиль)
- «Наша Канада» Архивная копия от 26 августа 2010 на Wayback Machine (Торонто, Канада)
- «Панорама» (Лос-Анджелес, США)
- «Писатель и мир» (Рига, Латвия)
- «Отражение» (Донецк, Украина)
- «Шалом» (Чикаго, США)
- «Земляки» (Чикаго, США)

### Альманахи
- «Программист и бабочка» Архивная копия от 3 января 2012 на Wayback Machine (Издательство: "Млечный Путь", Иерусалим, 2011) ISBN 978-965-7546-11-6
- «На Побережье» «Рассказы писателей русского Зарубежья» (Бостон, США) ISBN 978-1-934881-20-0
- «Новый Енисейский литератор» Архивная копия от 26 января 2012 на Wayback Machine (Красноярск, Россия)
- «Светотени» (Балтимор, США) ISBN 1-4538-7467-4
- «Второй Петербург» (Санкт-Петербург, Россия) ISBN 978-5-94158-113-9
- «Ave» (Одесса, Украина)
- «Медвежьи песни» (Санкт-Петербург, Россия) ISBN 978-5-94158-119-1